# Associação Desportiva de Valongo
La Associação Desportiva de Valongo és un equip d'hoquei sobre patins de la localitat portuguesa de Valongo, al districte de Porto. Va ser fundat l'any 1955.
La seva principal fita va ser la consecució de la Lliga portuguesa d'hoquei sobre patins masculina de la temporada 2013/14, la qual guanyà a l'última jornada després de vèncer al FC Oporto, trencant així el domini dels grans clubs portuguesos. Posteriorment, també s'alçarien amb la Supercopa de Portugal guanyant a la final al SL Benfica per 7-5 a Coimbra.
A nivell internacional ha aconseguit arribar a la final de la Lliga Europea a l'edició de la temporada 2021-22, perdent la final disputada a Torres Novas enfront al GSH Trissino italià. Val a dir que fou una edició força atípica de la Lliga Europea, doncs els principals equips continentals van renunciar a participar-hi. Mesos més tard, però, guanyaria la Copa Continental a Follonica davant precisament del GSH Trissino.
La temporada 2022-23 tornaria a arribar a la final de la Lliga Europea, aquest cop si en una edició amb tots els millors equips del continent amb una Final a 8 disputada a Viana do Castelo on cauria a la final enfront el Porto. Aquella temporada també disputaria la final de la Copa Intercontinental, perdent-la enfront el GSH Trissino.

## Palmarès
- 1 Copa Continental: 2022
- 1 Lliga portuguesa: 2013/14
- 1 Supercopa portuguesa: 2014